# 4 Ever (serie de televisión)
4 Ever (estilizado como 4EVER) es una Serie de televisión web de Drama Musical  estadounidense  producida por Bourke para Disney+, protagonizada por Christopher Vélez, Richard Camacho, Zabdiel De Jesús y Erick Brian Colón, se estrenó el 11 de octubre de 2023.

## Sinopsis
Cuatro jóvenes coinciden de manera fortuita en un restaurante donde ocurre la desaparición de una valiosa guitarra. Su misión se convierte en recuperarla y devolverla a su legítimo propietario, pero para lograrlo, deberán unirse y formar una banda. Esto resulta particularmente complicado porque cada uno de ellos tiene personalidades muy distintas: Darío es sensible y romántico, Ian es pragmático, Ciro es solitario y esquivo, y Andy es perfeccionista y exigente. Sin embargo, la pasión compartida por la música se convierte en el lenguaje que los une a pesar de sus diferencias. Este vínculo los lleva por un viaje lleno de promesas de éxito y desafíos frustrantes, con el objetivo final de encontrar tanto la enigmática guitarra extraviada como una melodía que los haga únicos.

## Elenco
lista adaptada de Internet Movie Database 
- Christopher Vélez como «Andy»
- Richard Camacho cómo Ian
- Zabdiel De Jesús como Ciro
- Erick Brian Colón cómo Darío
- Virginia Alvarez como Helena
- Wendy Regalado como Teresa
- Gonzalo Zulueta como Charly
- Ezequiel Montalt como Rafael
- Sonya Smith como Paulina
- Jearnest Corchado como Helga
- Noemí Hopper como Sabrina
- Christopher Navarro como Mateo
- Guido Massri como Julio De los Ríos
- Laura Rosguer como Alicia
- Mariano Chiesa como Oliver
- Ricardo Becerra como Francisco
- Yesica Glikman como Isabella Smith

## Episodios
| N.º | Título         | Fecha de emisión original |
| --- | -------------- | ------------------------- |
| 1   | «Ian»          | 11 de octubre de 2023     |
| 2   | «Andy»         | 11 de octubre de 2023     |
| 3   | «Darío»        | 11 de octubre de 2023     |
| 4   | «Ciro»         | 11 de octubre de 2023     |
| 5   | «Los orígenes» | 11 de octubre de 2023     |

## Banda sonora
Sencillos
- «Para siempre» (2023)[5]
- «Fuego» (2023)[6]

## Premios y nominaciones
| Lista de premios y nominaciones | Lista de premios y nominaciones | Lista de premios y nominaciones         | Lista de premios y nominaciones | Lista de premios y nominaciones | Lista de premios y nominaciones |
| Año                             | Organización                    | Categoría                               | Nominado/a(s)                   | Resultado                       | ref                             |
| ------------------------------- | ------------------------------- | --------------------------------------- | ------------------------------- | ------------------------------- | ------------------------------- |
| 2024                            | Produ Awards                    | Mejor serie juvenil musical             | 4 Ever                          | Ganador                         | [ 7 ]                           |
| 2024                            | Produ Awards                    | Mejor tema musical de serie y miniserie | Para siempre                    | Nominado                        | [ 8 ]                           |
| 2024                            | Produ Awards                    | Mejor actor revelación                  | Richard Camacho                 | Nominado                        | [ 8 ]                           |